# قرار مجلس الأمن التابع للأمم المتحدة رقم 1652
قرار مجلس الأمن التابع للأمم المتحدة رقم 1652، الذي تم تبنيه بالإجماع في 24 يناير 2006، بعد التذكير بالقرارات السابقة بشأن الوضع في ساحل العاج، مدد المجلس ولاية عملية الأمم المتحدة في ساحل العاج ودعم القوات الفرنسية حتى 15 ديسمبر 2006. كان هذا القرار الأول من بين 86 قرارًا اتخذها مجلس الأمن في عام 2006، والأول من ثمانية قرارات تتعلق بالحالة في ساحل العاج.

## القرار

### أعمال
وبموجب الفصل السابع من ميثاق الأمم المتحدة، مدد المجلس ولايات عملية الأمم المتحدة في ساحل العاج والقوات الفرنسية الداعمة في عملية يونيكورن حتى منتصف كانون الأول / ديسمبر 2006. وجدد أحكام القرار 1609 (2005)، الذي جدد زيادة قوة عملية الأمم المتحدة في ساحل العاج من حيث الأفراد العسكريين وأفراد الشرطة.
وأخيراً، أعرب أعضاء المجلس عن اعتزامهم إبقاء عمليات ومستويات قوات عملية الأمم المتحدة في ساحل العاج قيد الاستعراض ريثما يقدم الأمين العام كوفي عنان تقريرًا عن ليبريا يأخذ في الاعتبار الأوضاع في ليبريا وساحل العاج.

## روابط خارجية
- نص القرار في undocs.org